# Музика мая

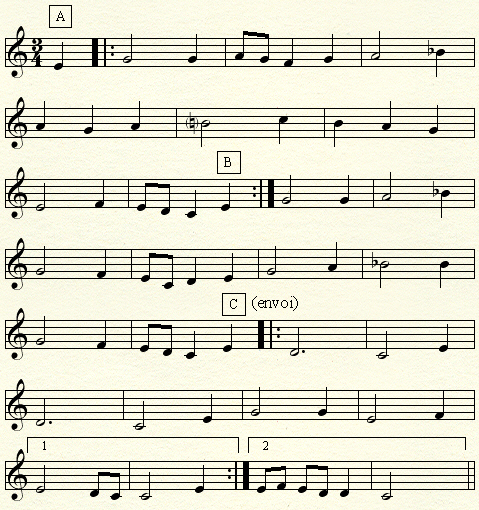
Танцювальна музика мая у сучасній транскрипції

Музика мая — музичне мистецтво, що існувало у мая в доколумбовий період. Зазвичай поєднувалося з піснями і танцями. Натепер переважно втрачено. Збереглися лише деякі зразки творчості маянських музик і види музичних інструментів.

## Дослідження музики
В значній мірі музична традиція мая постраждала під час іспанського завоювання цих земель. Надалі іспанські колонізатори та католицька церква суворо переслідували маянських музик, оскільки вважали, що їх творчість допомагає зберігати погаські звичаї й не сприяє поширення християнства серед корінного населення.
Сучасні дослідники відновлюють знання про музику маянської цивілізації, використовуючи описи обрядів, що супроводжували музикою, написи класичного періоду і тексти колоніальної епохи, а також зображення музичних інструментів і археологічні знахідки тих з них, які були виготовлені з твердих матеріалів, завдяки чому збереглися до теперішнього часу. Неоціненну послугу надають також численні словники, в яких зібрана лексика з різних мов мая, оскільки в живій мові корінних народів Мексики і Гватемали протягом століть зберігалися слова, що використовувалися для позначення музики та музичних інструментів.

## Значення музики
Мая перетворили музику (мовою мая — к'ай) в складовий елемент своїх священних церемоній. Гра в м'яч, танці, уособлення богів, календарні ювілеї та інші дійства супроводжувалися виконанням музики, яка справляла сильне враження на учасників обряду, поглиблюючи загальний ефект. Самі церемонії могли відбуватися як публічно, на площі при збігу великої кількості людей, так і в закритих приміщеннях, зокрема у палацах.
Танцюристи і співаки координували свої рухи з музикою, яку нерідко самі ж виконували. Деяким віртуозам вдавалося грати відразу на двох музичних інструментах.
Вплив музики також допомагало володарю і його підданим увійти в транс або вступити в спілкування з богами, трансформуватися на час виконання обряду. Без музичного супроводу не обходилися і на полях битв: воно було покликане посіяти страх в серце супротивника і зміцнити бойовий дух своїх воїнів. На відомих фресках з Бонампака музики (к'айом або к'айоом) беруть активну участь у сценах битви і подальшого тріумфу переможців, що супроводжується катуванням і приниженням захоплених бранців.

## Музика і міфологія
Грали на музичних інструментах не тільки прості смертні люди, а й боги — на листах їхніх післякласичних паперових рукописів-кодексів присутні зображення численних божеств-музикантів, зокрема на посудах зображувався Чак або група подібних богів, що грають на різних музичних інструментах. Бог полювання Хук-Сип часто зображувався граючим на трубах-мушлях. Особливо тісно з музикою був пов'язаний бог вітру Ік'-К'ух. Мая вважали спорідненими такі явища, як вітер, дихання, музика і аромат.
В епосі мая-кіче Пополь-Вух покровителями музики та інших видів мистецтва виступають брати Хун-Бац і Хун-Чоуен, за свою підступність перетворені на мавп. Судячи із зображень на кераміці, прототипи цих братів були відомі ще в класичний період.
Оскільки для мая був характерний анімізм, тобто віра в існування душі у всіх об'єктів навколишнього світу. Тому, запам'ятовуючи обряд, урочистий прийом у палаці або битву у творах мистецтва, маянський майстер вірив у те, що його малюнок, скульптура або навіть ієрогліф володіють життєвою енергією. Музикант, представлений на фресці або посудині, отримував можливість продовжити таким чином своє існування у вічності. Ось чому живописці і скульптори мая прагнули зобразити все, що вони вважали гідним увічнення, у тому числі музичні інструменти. Натепер збереглося чимало, в першу чергу на кераміці, в яких крім інших учасників, присутні музики.

## Статус музикантів
Гра на музичних інструментах вважалася гідною богам, тому статус самих музик в маянському суспільстві був доволі високим. При цьому музиками могли були лише чоловіки, жінки не допускались до цієї професії.

## Оркестр
Вже в класичний період у мая існувало щось на кшталт професійних оркестрів. На основі вивчення фресок з Бонампака дослідники прийшли до висновку, що зібрані у великі групи музиканти завжди постають в чітко визначеній послідовності. Спочатку стоять ті, хто грає на брязкальцях — вони на сцені в Бонампак прямо названі «музиками» або «співаками» (к'айоом). Слідом стоять флейтисти. Після флейтистів йдуть барабанщики, що грають на встановлених на підлозі барабанах. Замикають ряд люди, що стукають оленячими рогами по панциру черепахи, а також сурмачі, що грають на великих трубах і барабанщики з переносними дерев'яними барабанами в руках.

## Інструменти
У класичний і навіть ранній колоніальний період основними музичними інструментами мая залишалися труби з гарбуза (хом бош) або великої морської мушлі (хом хуб, хууб), переносні і нерухомі барабани, брязкальця (ч'ех ок), черепашачі панцирі, кістяні або глиняні флейти (амаай) і свистки, а також кельти зі сланцю або жадеїту.
Інструменти, що створювали своєрідний звук, а саме труби з морської мушлі, черепаховий панцир, брязкальця з жадеїту позначали також одним словом ук'еес, тобто «ті, що створюють галас». В класичний період труби з мушель використовувалися під час полювання для залякування видобутку, комунікації з іншими мисливцями і, можливо, оповіщення стосовно їх тріумфального повернення.
Надалі труби почали створювати з дерева. Для отримання потрібного звуку до кінця їх горна приладнювали мастику або інші гнучкі матеріали. У труб, зображених на графіті з Тікаля, є купки пір'я на кінці. При грі видихається музикантом повітря розвівав їх на вітру. На довгих трубах грали головним чином в палаці або при проведенні публічних церемоній. Часто сурмачі зображувалися групами по 3 людини.
Були відомі порівняно невеликі — 30 см і вище — ручні барабани (паш). Вони мали циліндричну форму і трохи розширювалися з одного кінця, до якого прикріплювали (за допомогою мотузок) натягнуту шкіру. В написі з городища П'єдрас-Неграс такий барабан називається лахаб, тобто «річ, по якій б'ють руками». Археологам досі вдається іноді виявити, головним чином в печерах, ручні глиняні барабани, що датуються пізнім класичним періодом (VII–X ст.). Вважається, що існували барабани, зроблені з гарбузів. Дослідники припускають, що іноді під барабани можуть переробляти керамічні посудини, обтягнув їх шкурою ягуара. У Вашактуні знайдено ранньокласичної барабан з обробленої раковини: він має розрізи у формі букви Н, схожі на ті, що зустрічаються на пізніших дерев'яних барабанах. У музик мая були також масивні барабани-тункули, які по висоті досягали грудей музиканта і нерухомо встановлювалися на підлозі.
Часто барабани затягувалися шкурою ягуара, хоча іноді, як на фресках з Бонампака, могли використовувати шкуру та інших тварин, зокрема оленів. Грали на таких інструментах віртуозними рухами рук і пальців.
Після загибелі цивілізації класичного періоду, з Центральної Мексики в область мая потрапляють барабани з прорізом, по яким стукали паличками з гумовим набалдашником.
Брязкальця робили з гарбузів, руків'я — з кістки, у всередину для створення шуму клали насіння або гальку, залишаючи спеціальні прорізи для посилення звуку. У своєму «Твір про справи в Юкатані» Дієго де Ланда окрім барабанів описує також цікавий інструмент з панцира цілої черепахи, очищеного від м'яса. По ньому били долонями рук, створюючи «тужливий і сумний» звук. У похованні «Священного Кукульского Владики» Йаш-Нун-Ахіїна I археологи виявили п'ять черепашачих панцирів різного розміру, які, вважають є залишками давньої марімби — ударного музичного інструменту, спорідненого ксилофону.
Свистульки (xoxob) були «народним» інструментом, широко використовувалися під час общинних свят і навіть для звичайного розваги. Під час гри музикант тримав свисток близько до свого обличчя, створюючи тим самим ілюзію, що грає і співає не людина, а фігурка. Використовували також кельти і дзвіночки, які робилися з аспидного сланцю або жадеїту. Їх носили на поясі знатні танцюристи, в тому числі царі. Кельти мая використовували під час спілкування з духами померлих предків.

## Характеристика виконання
Стосовно питання існування у мая до приходу іспанців аналогів нотних записів, в науковців немає єдиної думки. Так, Р. В. Кинжалов у своїй книзі «Культура древніх мая» наводить свідчення, що начебто підтверджують ведення такої нотації. Зокрема збереглося повідомлення, що одне з племен Гватемали платило данину копіями своїх пісень. Крім того, в 1581 році в «Повідомленні з Теканто і Тепакана» хрещений знатний індіанець Гаспар Антоніо Чі згадував про те, що в давнину індіанці записували ієрогліфами «деякі пісні у визначених розмірах». Втім на сьогоднішній день ніде не вдалося виявити прикладів давньомаянських нотних записів.
Для музики мая був характерний гострий ритмічний малюнок, хоча мелодика була досить проста. Вона була пентатонічна. Під час виконання використовувалися прелюдії і інтерлюдії, суворо дотримувалися тональності, тематичної єдності при наявності варіацій та чітких ритмічних і мелодійних каденцій, застосовувалися антифональні прийоми, були присутні переходи із застосуванням кресчендо-акселерандо або димінуендо-раллентандо.

## Жанри
Основними музичними жанрами були: ритуальні мелодії (під час релігійних свят, дійств на честь божеств, жертвоприношень), військові (під час бою), героїчні (при шануванні переможців-вояків та володаря), мисливські (на полюванні), танцювальні, також музика складалася для виконання поезії, пісень.